# Grupo Charles Martel
El Grupo Charles Martel (en francés, Groupe Charles-Martel) fue una organización terrorista francesa antiárabe de extrema derecha, la banda armada perpetró atentados con bomba en Francia durante los años 1970 y 1980. Fue responsable de más de 20 atentados en el país galo, provocando víctimas mortales.
Inició su actividad en 1973 con el atentado con bomba contra el consulado argelino en Marsella, en el que fallecieron cuatro personas y resultaron heridas otras veinte. Tomaría posteriormente su nombre en honor al líder franco Carlos Martel que derrotó a las fuerzas del califato omeya en Tours, en la batalla de Poitiers (732), en su intento de invasión del siglo VIII. Los objetivos de la banda fueron las propiedades e intereses de empresas extranjeras árabes y el personal del gobierno argelino.